# Ел Параисо (департамент)
Ел Параѝсо (на испански: El Paraíso) е един от 18-те департамента на централноамериканската държава Хондурас. Населението е 458 472 жители (приб. оц. 2015 г.), а общата му площ e 7218 км². Сформиран е през 1878 г.

## Общини
Департаментът се състои от 19 общини, някои от тях са:
1. Алаука
2. Данли
3. Ел Параисо
4. Моросели
5. Орополи
6. Сан Антонио де Флорес
7. Сан Лукас